# Блощичак, Мирон Степанович
Мирон Степанович Блощичак (род. 8 февраля 1962 года) — украинский музыкант, Заслуженный артист Украины, лауреат международных конкурсов. В музыкальном мире известен как маэстро воздуха, фольклорист, человек-оркестр, музыкант-виртуоз, автор и исполнитель разножанровой музыки, исследователь древних украинских духовых музыкальных инструментов. Владеет около 20 традиционными инструментами. Собственноручно изготавливает себе инструменты.

## Биография
Мирон Блощичак родился 8 февраля 1962 года в пригороде Львова. Учился во Львовском музыкальном училище имени С. Людкевича и в Львовской консерватории. С 1980 по 1985 год играл в ансамбле «Барвинок» под управлением Ивана Агратины. В 1985—1987 годах — в ансамбле народной музыки «Варган», Львовская филармония. В 1987—1990 годах был солистом-инструменталистом популярного киевского ансамбля «Кобза». С 1990 года Мирон Блощичак постоянно гастролирует, принимает участие в фольклорных и джазовых фестивалях на Украине и вне её. Провёл множество экспедиций, много времени проводил с музыкантами, народными мастерами, записывал и изучал музыку Карпат.
Пять лет преподавал в Львовской консерватории. В 1993 году преподавал в Музыкально-художественном центре при Бриджпортском университете США.

## Творческая деятельность
Популярность среди поклонников на Украине и за рубежом музыкант заслужил своим стремлением вернуть почти утраченное народное искусство предков, профессиональным мастерством и неповторимым сценическим образом.
Примечательно то, что Блощичак в совершенстве владеет около 20 традиционными музыкальными инструментами. Среди них: аккордеон; классические — кларнет, игру на котором постигал в музыкальном училище и Львовской консерватории, а также саксофон; старинные — тилинка, варган, флояра, флейта Пана, зозулька, коза, дводенцивка, колёсная лира и другие малоизвестные даже профессиональным музыкантам инструменты, а также неоклассические, которые придумал сам Мирон — ветрофон, шлангофон, бутылкофон. Он может заставить зазвучать любой бытовой предмет, имеющий полость, продолговатую форму и хотя бы одно отверстие.
Когда на гастролях в США на одной из вечеринок под рукой не оказалось никакого инструмента, то Мирон заиграл украинскую песню на пластиковой бутылке с водой. Зрители были потрясены.
Даже профессионалы удивляются: «Как можно исполнить „Полёт шмеля“ Римского-Корсакова на бутылке с водой?» А участников Брасс-квинтета из Англии он удивил тем, что взял трубу профессора Лондонской консерватории, вытащил из неё мундштук и крону и начал играть гуцульские мелодии. Может исполнять соло на двух саксофонах одновременно.
С 1989 года Мирон Блощичак постоянно гастролирует и участвует в международных фольклорных и джазовых фестивалях.
В 1999 году признан «Лучшим музыкантом года» Львова.
Творчество Мирона Блощичака включает три компакт-диска: «Ветер любви», «Ветер с Украины», «Рождественские сны» и аудиозапись музыки на стеклянных инструментах, которые сделал для Мирона мастер стекла Андрей Бокотей.
Основатель благотворительного фонда «Мольфар» и музея древних музыкальных инструментов.

## Инструмент
Музыкальные инструменты, которые звучат в концертной шоу-программе: най (флейта Пана), тилинка, флояра, свирели, дводенцивка, кукушки и окарины, саксофоны (сопрано, альт, баритон), кларнет, варган, колёсная лира, аккордеон; шлангофон, бутылкофон, стаканофон, коркофон, водолазная трубка, а также авторские ветрофон, Миронова флояра и квадрофон. Мирон Блощичак собирает и возрождает древние инструменты.
Большинство инструментов изготавливает сам. Изучает и использует украинские, армянские, болгарские, китайские музыкальные инструменты и тому подобное.
У меня постоянно появляются какие-то идеи. Поэтому и не сплю. Сначала выполняю инструмент в пластике. А уже потом делаю деревянный. Звуковые отверстия выжигаю раскалённым железом так, как это делали наши предки.

## Гастроли
Мирон Блощичак пять раз гастролировал в США, десятки концертов во Франции, Германии, Италии, Испании, Голландии, Канаде, Норвегии, Дании, Бельгии, Чехии, Польше и России.

## Личная жизнь
Женат, имеет троих детей: сыновей — Любомира и Маркияна, дочь Иванну-Софию.
Дед Мирона, Иван Блощичак происходил из Лемковщины. Играл на скрипке, хорошо пел. Мать Иванна является дальней родственницей украинского врача Олега Дольницкого.
Блощичак владеет английским, французским, немецким и польским языками.